# Хэнсберри, Лоррейн
Ло́ррейн Хэ́нсберри (англ. Lorraine Vivian Hansberry; 19 мая 1930 года, Чикаго — 12 января 1965 года, Нью-Йорк) — афроамериканская писательница-драматург и общественная деятельница.

## Биография
Лоррейн Хэнсберри родилась 19 мая 1930 года в Чикаго. Её отец — Карл Август Хэнсберри — был преуспевающим брокером по недвижимости, а мать — Нэнни Луиз — работала учительницей. Оба родителя Лоррейн были связаны с движением афроамериканцев, боровшихся за гражданские права, и были хорошо знакомы с видными черными интеллектуалами, в том числе и со знаменитым певцом Полем Робсоном.
В 1948 году Лоррейн окончила школу и начала обучение в Висконсинском университете в Мадисоне. В том же году принимала участие в президентской кампании Генри Уоллеса.
В 1951 году Хэнсберри переехала в Нью-Йорк и стала сотрудником афроамериканской газеты Freedom Newspaper, которую издавал Поль Робсон. Сделала ряд репортажей о линчеваниях в южных штатах.
В 1952 году Лоррейн Хэнсберри участвовала в конференции сторонников мира в Монтевидео (Уругвай). На конференцию должен бы поехать Поль Робсон, но Госдепартамент отказался выпускать его за границу, поэтому пришлось поехать Хэнсберри, которая в то время была его помощницей. После поездки в Монтевидео ФБР завело на неё досье.
В 1953 год Лоррейн принимала участие в протестах против казни супругов Розенберг.
В 1963 году вместе с писателем Джеймсом Болдуином участвовала во встрече с генеральным прокурором Робертом Кеннеди, на которой обсуждались проблемы чернокожего населения США.
Лоррейн Хэнсберри была сторонницей ненасильственного сопротивления.
В 1953—1964 годах состояла в браке с поэтом Робертом Немировым. В англоязычной литературе распространено мнение, что Лоррейн Хэнсберри являлась скрытой лесбиянкой.
Лоррейн Хэнсберри умерла 12 января 1965 года от рака поджелудочной железы.

## Творчество
Первые художественные тексты Лоррейн Хэнсберри начала писать в 1953 году. Прорывом для неё стала пьеса Изюминка на солнце (A Raisin in the Sun), законченная в 1959 году. Произведение рассказывает о негритянской семье, которая стремится вырваться из гетто. По мнению советской литературной критики, в данной пьесе Хэнсберри

создала образы простых людей, исполненных чувства собственного достоинства. Тонкий и лиричный художник, она избежала в трактовке негритянской проблемы прямолинейности и назидательности.
 Пьесу ожидал большой успех. «Изюминка на солнце» является первой пьесой чернокожего автора, поставленной на Бродвее. В 1961 году произведение было экранизировано.
Психологическая пьеса «Плакат в окне Сидни Брустейна» (The Sign in Sidney Brustein’s Window, 1964 год) рассказывает о писателе, ведущем нонконформистский образ жизни.
После смерти Хэнсберри были опубликованы её пьесы:
- «Быть молодой, одаренной и чёрной» (То Be Young, Gifted and Black, 1969), рассказывающая о юности самой Хэнсберри;
- «Белые» (Les Blancs, 1970), повествующая о борьбе африканских патриотов против белых колонизаторов;
- «Что пользы в цветах?» (What Use Are the Flowers?), «где в форме притчи затрагивается вопрос об истоках и сущности человеческой цивилизации»[12];
- «Кубок» (The Drinking Gourd, 1972) о рабстве чернокожих перед Гражданской войной в США.